# Іванкова Ольга Євгенівна
О́льга Євгенівна Іванкова (* 1973) — українська метальниця списа-олімпійка.

## З життєпису
Народилася 1973 року в Харкові.
На Чемпіонаті України з легкої атлетики-1994 здобула срібло.
Чемпіонка України-1995 — 58.84 метра. -1996 — 58.40 — та 1997 року — 59.44.
Змагалася на Чемпіонаті світу 2005 року.
Найкращий особистий кидок — 61,68 метра, досягнутий у кваліфікаційному раунді Чемпіонату світу 2007 року; зайняла десяте місце.
Учасниця Олімпійських ігор 2008 року.